# Xã Barnes, Quận Woodruff, Arkansas
Xã Barnes (tiếng Anh: Barnes Township) là một xã thuộc quận Woodruff, tiểu bang Arkansas, Hoa Kỳ. Năm 2010, dân số của xã này là 316 người.